# Voltaire Masius
Jean Baptiste Nicolas Voltaire Masius (Remich, 3 maart 1836 – Luik, 28 december 1912) was een Luxemburgs arts en hoogleraar aan de Universiteit van Luik. Hij was er ook rector.

## Levensloop

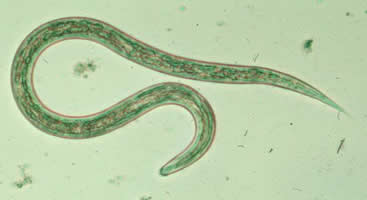
Masius beschreef voor het eerst de mijnworm bij Luikse mijnwerkers

Masius groeide op in Remich, in het groothertogdom Luxemburg. Hij liep secundaire school in het atheneum van Aarlen (België) en studeerde vervolgens geneeskunde aan de Universiteit van Luik. Tijdens zijn studies was hij aangetrokken door het onderzoekswerk van Theodor Schwann, fysioloog. Afgestudeerd als arts (1861) trok hij naar laboratoria in buitenlandse universiteiten. Zo werkte hij in Parijs, Wenen, Würzburg en enkele andere Duitse universiteiten (1863). Nadien vestigde hij zich als huisarts in Aarlen. Zijn vader, zelf ook huisarts, riep hem op een dag naar Remich terug, want er was een epidemie van cholera uitgebroken.
In 1867 werd Masius benoemd tot hoogleraar aan de universiteit van Luik. Hij gaf les in verschillende vakken over de jaren heen: anatomie, pathologische anatomie, ziekteleer en kinderziekten. In 1879 werd professor Masius diensthoofd van de universitaire kliniek voor Inwendige Geneeskunde. Hij was een van de eersten die proefondervindelijke geneeskunde invoerde aan de Luikse universiteit. Met zijn laboratoriumervaring lanceerde hij zelf onderzoeksprojecten waarbij de observatie van de patiënt centraal stond. Zijn belangrijkste interesses in het medisch onderzoek waren ziekten van het zenuwstelsel en infectieziekten.  Hij publiceerde onder meer over de in België onbekende mijnwormziekte. Talrijke Luikse mijnwerkers hadden de mijnworm opgelopen en Masius gaf hierover lezingen ook buiten de universitaire middens, aan het grote publiek. Hij publiceerde ook vergelijkend onderzoek naar de werking van antipyrine, maretine, fenacetine en methacetine.
Hij was lid van 2 academies in Brussel: de Académie royale de Médecine (vanaf 1881) en de Académie royale des sciences, des lettres et des beaux-arts (vanaf 1896).
Van 1897 tot 1900 was hij rector van de universiteit van Luik. Bij de opening van het academiejaar werd uitgekeken naar zijn redevoering, want deze ging steevast over infectieziekten, een populair onderwerp in die tijd.
Hij verkreeg het emeritaat in 1901. Hij stierf later in Luik (1912).